# Чемпіонат України з футболу серед аматорів 2023—2024
Чемпіонат України з футболу серед аматорських команд 2023—2024 — 28-й чемпіонат України серед аматорів. Організатор чемпіонату — Асоціація аматорського футболу України (ААФУ).

## Регламент змагань
Змагання складається з групового етапу та етапу плей-оф.
На груповому етапі 20 команд, розділених на дві групи, грають двоколовий турнір за круговою системою.
Фінальний етап змагань буде проведений у форматі плей-оф, до якого увійдуть 8 команд. Стадії 1/4 фіналу та 1/2 фіналу складатимуться з двох матчів, один з яких проводитиметься вдома, а інший — на виїзді. Фінальний матч проводитиметься на нейтральному полі.
За підсумками фінального матчу визначиться чемпіон і срібний призер чемпіонату. Команди, що вибудуть зі змагань на стадії 1/2 фіналу плей-оф, отримають звання бронзових призерів чемпіонату.

## Учасники
| Команда            | Населений пункт                                                   | Стадіон                                                                                                   |         |         |         |
| Група 1            | Група 1                                                           | Група 1                                                                                                   | Група 1 | Група 1 | Група 1 |
| ------------------ | ----------------------------------------------------------------- | --- | ------- | ------- | ------- |
| «Агрон»            | Великогаївська ТГ (Тернопільська область)                         | «Сокіл» (с. Великі Гаї)                                                                                   |         |         |         |
| ВІВАД              | с-ще Романів (Житомирська область)                                | Центральний «Спартак-Арена» (Житомир) (2 матчі)                                                           |         |         |         |
| СК «Вільхівці»     | Вільховецька ТГ (Закарпатська область)                            | «Вільхівці-Арена-Парк» (с. Вільхівці) «Тиса» (с-ще Вишково) (1 матч)                                      |         |         |         |
| «Галичина-Фенікс»  | Львів, с. Підмонастир (Львівська область)                         | «Арена Фенікс» (с. Підмонастир) СКА (Львів) (2 матчі) «Прогрес» (Львів) (1 матч)                          |         |         |         |
| «Колос»            | Полонне (Хмельницька область)                                     | «Полонь» «Імпульс» (Рівне) (1 матч)                                                                       |         |         |         |
| «Куликів-Білка»    | с-ще Куликів, с. Верхня Білка, с. Нижня Білка (Львівська область) | «Арена Куликів» (с-ще Куликів) «Юність» (с. Нижня Білка) (1 матч)                                         |         |         |         |
| «Марамуреш»        | c. Нижня Апша (Закарпатська область)                              | «Вікторія» «Тиса» (с-ще Вишково) (1 матч)                                                                 |         |         |         |
| «Подоляни»         | Тернопіль                                                         | Футбольне поле № 1 Міський ім. Р. Шухевича (3 матчі)                                                      |         |         |         |
| «Пробій»           | Городенка (Івано-Франківська область)                             | «Колос» (с. Серафинці) (1 матч)                                                                           |         |         |         |
| «Сокіл»            | с. Михайлівка-Рубежівка (Київська область)                        | «Шкільний» «КНУБА-Арена» (Київ) (1 матч)                                                                  |         |         |         |
| «Ревера 1908-ФАПФ» | Івано-Франківськ                                                  | Академії НФК «Ураган»                                                                                     |         |         |         |
| Група 2            |                                                                   | |         |         |         |
| «Авангард»         | Лозова (Харківська область)                                       | Юр'ївського ліцею (с-ще Юр'ївка)                                                                          |         |         |         |
| «Агротех»          | с. Тишківка (Кіровоградська область)                              | Тишківського ліцею                                                                                        |         |         |         |
| «Атлет»            | Київ                                                              | «Атлет»                                                                                                   |         |         |         |
| «Зірка»            | Кропивницький                                                     | «Зірка» ім. С. Березкіна                                                                                  |         |         |         |
| «Нафтовик»         | Охтирка (Сумська область)                                         | «Нафтовик»                                                                                                |         |         |         |
| «Олімпія»          | с. Савинці (Полтавська область)                                   | «Старт» (Миргород)                                                                                        |         |         |         |
| «Пенуел»           | Кривий Ріг (Дніпропетровська область)                             | «Світло» «Металург» (2 матчі)                                                                             |         |         |         |
| «Титан»            | Одеса                                                             | «Шкільний» (Чорноморськ) «Іван» (3 матчі)                                                                 |         |         |         |
| «Штурм»            | с-ще Іванків (Київська область)                                   | НТБ «Динамо» (Київ) (3 матчі) «Лівий берег» (мас. Млиново) (2 матчі) Центральний (с. Калинівка) (2 матчі) |         |         |         |

До 10 листопада 2023 року команда «Галичина-Фенікс» мала назву «Фенікс» та представляла тільки с. Підмонастир.
До 24 січня 2024 року команда «Ревера 1908-ФАПФ» мала назву ФАПФ.
До 4 березня 2024 року команда «Куликів-Білка» мала назву «Куликів-Юність».

## Турнірна таблиця
| М  | Команда            | І  | В  | Н | П  | РМ    | О  |
| -- | ------------------ | -- | -- | - | -- | ----- | -- |
| 1  | «Куликів-Білка»    | 20 | 19 | 1 | 0  | 55−12 | 58 |
| 2  | «Подоляни»         | 20 | 12 | 3 | 5  | 47−23 | 39 |
| 3  | «Агрон»            | 20 | 9  | 5 | 6  | 29−21 | 32 |
| 4  | «Колос»            | 20 | 9  | 3 | 8  | 28−29 | 30 |
| 5  | «Пробій»           | 20 | 7  | 8 | 5  | 27−21 | 29 |
| 6  | ВІВАД              | 20 | 7  | 7 | 6  | 25−21 | 28 |
| 7  | «Марамуреш»        | 20 | 6  | 6 | 8  | 20−27 | 24 |
| 8  | СК «Вільхівці»     | 20 | 7  | 3 | 10 | 30−31 | 24 |
| 9  | «Галичина-Фенікс»  | 20 | 5  | 1 | 14 | 23−46 | 16 |
| 10 | «Сокіл»            | 20 | 4  | 4 | 12 | 18−44 | 16 |
| 11 | «Ревера 1908-ФАПФ» | 20 | 3  | 3 | 14 | 26−53 | 12 |

| М | Команда    | І  | В  | Н | П  | РМ    | О  |
| - | ---------- | -- | -- | - | -- | ----- | -- |
| 1 | «Олімпія»  | 16 | 11 | 2 | 3  | 33−13 | 35 |
| 2 | «Агротех»  | 16 | 9  | 3 | 4  | 40−16 | 30 |
| 3 | «Титан»    | 16 | 10 | 0 | 6  | 30−24 | 30 |
| 4 | «Нафтовик» | 16 | 8  | 4 | 4  | 19−14 | 28 |
| 5 | «Атлет»    | 16 | 6  | 4 | 6  | 26−23 | 22 |
| 6 | «Зірка»    | 16 | 7  | 1 | 8  | 25−34 | 22 |
| 7 | «Штурм»    | 16 | 6  | 3 | 7  | 26−22 | 21 |
| 8 | «Авангард» | 16 | 3  | 3 | 10 | 20−35 | 12 |
| 9 | «Пенуел»   | 16 | 2  | 0 | 14 | 7−45  | 6  |

## Фінальний етап

### 1/4 фіналу
Матчі відбулися 1-2 та 8-9 червня.
| Команда 1 | Заг.    | Команда 2       | 1-й матч | 2-й матч |
| --------- | ------- | --------------- | -------- | -------- |
| «Агрон»   | 4:5     | «Агротех»       | 2:1      | 2:4      |
| «Колос»   | 0:5     | «Олімпія»       | 0:2      | 0:3      |
| «Титан»   | 1:6     | «Подоляни»      | 1:3      | 0:3      |
| «Пробій»  | 1:1 (ч) | «Куликів-Білка» | 0:0      | 1:1      |

### 1/2 фіналу
Матчі відбудуться 15-16 та 22-23 червня.
| Команда 1 | Заг. | Команда 2  | 1-й матч | 2-й матч |
| --------- | ---- | ---------- | -------- | -------- |
| «Пробій»  | 3:1  | «Подоляни» | 0:0      | 3:1      |
| «Агротех» | 6:1  | «Олімпія»  | 3:1      | 3:0      |

### Фінал
| 28 червня 2024 13:00 +32 °C |

| «Агротех»                      | 2:0      | «Пробій» |
| ------------------------------ | -------- | -------- |
| Сурженко 45+2' Пономаренко 82' | Протокол |          |

| НТК ім. Баннікова, Київ Глядачів: 150 Арбітр: Максим Скрипник (Київська область) |

| Чемпіон України з футболу серед аматорів 2023—2024 |
| -------------------------------------------------- |
| «Агротех» (Тишківка) Вперше                        |

## Найкращі бомбардири
| № | Футболіст     | Команда    | Голи (пен.) |
| - | ------------- | ---------- | ----------- |
| 1 | Тарас Гром'як | «Агрон»    | 15 (1)      |
| 2 | Вадим Лобода  | «Зірка»    | 14          |
| 3 | Іван Жуміга   | «Подоляни» | 13 (1)      |